# فاديم جيراسيموف
فاديم جيراسيموف (بالإنجليزية: Vadim Gerasimov)‏ (بالروسية: Вадим Герасимов)‏ هو مهندس يعمل في شركة جوجل.

## وصلات خارجية
- صفحة فاديم جيراسيموف الخاصة في الشبكة